# Gast im Weltraum
Gast im Weltraum (polnischer Titel: Obłok Magellana, wörtlich: Die Magellansche Wolke) ist ein Science-Fiction-Roman des polnischen Autors Stanisław Lem aus dem Jahr 1955. Das Buch war die Grundlage des tschechoslowakischen Filmes Ikarie XB 1.

## Handlung
Der Roman spielt in einer kommunistischen utopischen Zukunft im 32. Jahrhundert. Die Menschheit hat das gesamte Sonnensystem besiedelt und versucht jetzt erstmals, zu einem anderen Sonnensystem zu reisen.
Auf dem Raumschiff Gea sammeln sich 227 Männer und Frauen, einschließlich des Protagonisten, um zum System Alpha Centauri zu reisen. Die Reise dauert viele Jahre und ist für die Astronauten psychisch schwer belastend.
Unterwegs stoßen die Astronauten zufällig auf ein uraltes Relikt des Kalten Krieges: Ein mit Massenvernichtungswaffen bestücktes Raumschiff der NATO, das einem Unfall zum Opfer fiel und seit Jahrhunderten durch den Raum treibt.
Auf einem Planeten im System Proxima Centauri entdeckt die Expedition Spuren organischen Lebens und der Protagonist bleibt vor Ort, um diese zu untersuchen, während die Gea weiter fliegt, um den Ursprung dieses Lebens zu suchen. Via Radio erfährt der Protagonist dann von einer Kontaktaufnahme des Schiffes mit einer fortgeschrittenen Zivilisation im System Alpha Centauri.

## Zensur und Kritik
Bei der Erstveröffentlichung des Romans wurden Teile davon zensiert. Lem kritisierte die zensierte Version und nannte sie eine zu optimistische Darstellung des Kommunismus. Eine vollständige Fassung wurde erst in den 1990er Jahren veröffentlicht.